# Elastina
L'elastina és una proteïna estructural que forma part de la matriu cel·lular, com la pell. Són fibres primes, llargues i ramificades, que s'agrupen formant feixos. El principal component d'aquesta fibra és elastina, la qual és una proteïna rica en prolina i glicina, i a diferència del col·lagen posseïx molt poca hidroxiprolina i gens d'hidroxilisina. La gran elasticitat que presenten és deguda a l'elevat nombre de d'aminoàcids poc comuns com la desmosina i la isomdesmosina, la qual forma els enllaços creuats i li atorguen un grau d'elasticitat, podent estirar-se fins a un 150% de la seva llargada abans de trencar-se.
En mamífers (i en els vertebrats en general), es pot trobar predominantment allà on el teixit sofreix repetits cicles d'extensió-relaxació. Exemples típics són les artèries, lligaments, pulmons i pell. Presenta unes sorprenents qualitats, a part de la seva sorprenent elasticitat és altament resistent a la fatiga. Les fibres elàstiques de les artèries humanes (especialment de l'arc aòrtic) perduren fins més de 60 anys, suportant milers de milions de cicles d'extensió-relaxació.
Aproximadament el 90% dels seus aminoàcids són de residu lateral apolar i existeixen certes seqüències que es troben repetides com les VPG, VPGG, GVGVP, IPGVG, VAPGVG. La més comuna és la seqüència GVGVP, la qual apareix en fragments que contenen fins a 11 pentapèptids consecutius (VPGVG)11.
Basats en les seqüències que es troben repetides en l'elastina natural es formen els polímers tipus-elastina (ELP, de l'anglès Elastine Like Polimers), dels quals el de més conegut és poly(VPGVG).